# Langfußpotoroo

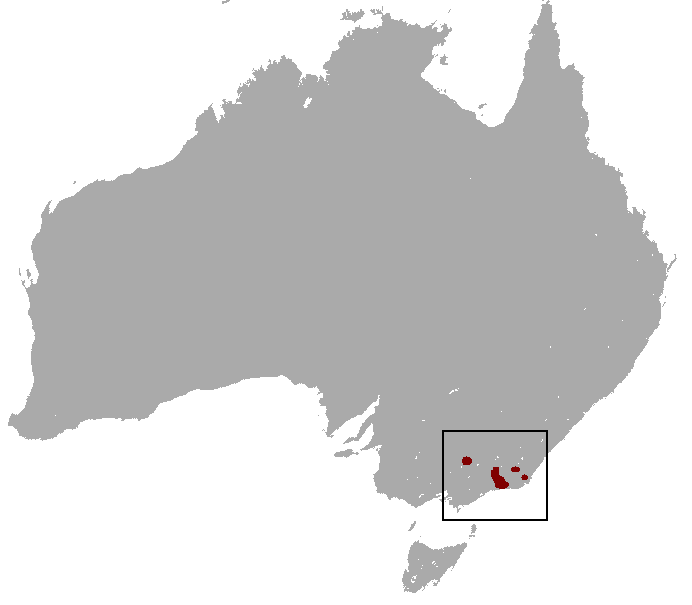
Die Gebiete mit den verbliebenen Reliktpopulationen des Langfußpotoroos im südöstlichen Australien

Das Langfußpotoroo (Potorous longipes), auch als Langfuß-Kaninchenkänguru bezeichnet, ist ein Beutelsäuger aus der Familie der Rattenkängurus (Potoroidae), das in vier voneinander getrennten Populationen im südöstlichen Australien vorkommt. Es lebt im östlichen Gippsland, in den Barry Mountains im nordöstlichen Victoria, im South-East-Forest-Nationalpark und im Yambulla State Forest im südöstlichen New South Wales.

## Aussehen
Das Langfußpotoroo ist ein relativ großes Kaninchenkänguru und erreicht eine Kopfrumpflänge von 38 bis 41,5 cm, hat einen 31,5 bis 32,5 cm langen Schwanz und wiegt 1,6 bis 2,2 kg. Auf der Rückenseite sind die Tiere graubraun gefärbt, auf der Bauchseite hellgrau. Wangen, Vorderpfoten und Füße sind grau. Die Ohren sind klein und abgerundet und auf ihrer Hinterseite dicht behaart. Der Schwanz ist relativ dick und nur spärlich behaart. Die Schwanzunterseite ist heller als die Oberseite.

## Lebensraum und Lebensweise
Das Langfußpotoroo lebt in gemäßigten, immergrünen Feuchtwäldern und in Galeriewäldern mit dichtem Unterholz in Höhen von 100 bis 1100 Metern über dem Meeresspiegel. Die Bodenfeuchtigkeit im Lebensraum ist das ganze Jahr über sehr hoch. Die Tiere sind einzelgängerisch und dämmerungsaktiv. Den Tag verbringen Langfußpotoroos allein oder paarweise in Verstecken in Büschen oder unter Baumstämmen. Die Territorien der Männchen sind 16 bis 65 ha groß, die der Weibchen sind mit 14 bis 43 ha deutlich kleiner. Die Hauptaktivitätszeit ist die Zeit um den Sonnenuntergang und vor dem Sonnenaufgang. Die Art ernährt sich vor allem von unterirdisch wachsenden, trüffelartigen Pilzen, die mit den Vorderpfoten ausgegraben werden. Pilze machen 80 bis über 90 % ihrer Nahrung aus. Außerdem werden Samen, Früchte, Blätter, Pflanzenstängel und Wirbellose gefressen. Über die Fortpflanzung ist nur wenig bekannt. Nach der Geburt bleibt das Jungtier für etwa 5 Monate im Beutel und nach der Entwöhnung bleibt es noch bis zum Alter von einem Jahr im Territorium der Mutter. Weibchen und Männchen werden mit einem Alter von 2 Jahren geschlechtsreif. Ein Weibchen kann zwei bis drei Jungtiere im Jahr bekommen.

## Gefährdung
Das Langfußpotoroo wird von der IUCN als gefährdet (Vulnerable) eingestuft. Es hat nur einen kleinen, stark fragmentierten Lebensraum, der jedoch größtenteils verschiedene Schutzgebiete umfasst. Der Gesamtbestand der Art wird auf einige hundert bis wenige tausend Tiere geschätzt. Ein Versuch, den Bestand des Langfußpotoroo durch Nachzuchten zu vergrößern, war nicht erfolgreich. Hauptbedrohung der Art sind Rotfüchse und verwilderte Hunde.

## Belege
1. 1 2 3 4  Mark Eldridge & Greta Frankham: Family Potoroidae (Bettongs and Potoroos). Seite 627 in Don E. Wilson, Russell A. Mittermeier: Handbook of the Mammals of the World – Volume 5. Monotremes and Marsupials. Lynx Editions, 2015, ISBN 978-84-96553-99-6
2. ↑  Potorous longipes in der Roten Liste gefährdeter Arten der IUCN 2016. Eingestellt von: Woinarski, J. & Burbidge, A.A., 2014. Abgerufen am 15. März 2018.